# Neodontocryptus brillantus
Neodontocryptus brillantus är en stekelart som först beskrevs av Tohru Uchida 1932.  Neodontocryptus brillantus ingår i släktet Neodontocryptus och familjen brokparasitsteklar. Inga underarter finns listade i Catalogue of Life.